# Geiselsberg (Haundorf)
Geiselsberg ist ein Gemeindeteil der Gemeinde Haundorf im Landkreis Weißenburg-Gunzenhausen (Mittelfranken, Bayern). Geiselsberg liegt in der Gemarkung Gräfensteinberg.

## Lage
Das Dorf liegt an der Kreisstraße WUG 1 etwa 2 km östlich von Gräfensteinberg. Zum Ufer des Kleinen Brombachsees sind es ebenfalls 2 km in östlicher Richtung.

## Geschichte
Bis zur Gebietsreform 1972 war Geiselsberg ein Gemeindeteil von Gräfensteinberg. Seit 1997 ist Gräfensteinberg mit seinen ehemaligen Gemeindeteilen, also auch Geiselsberg, ein staatlich anerkannter Erholungsort.